# Pygomeles
Pygomeles — рід сцинкоподібних ящірок родини сцинкових (Scincidae). Представники цього роду є ендеміками Мадагаскару.

## Види
Рід Pygomeles нараховує 3 види:
- Pygomeles braconnieri Grandidier, 1867
- Pygomeles petteri G. Pasteur & Paulian, 1962
- Pygomeles trivittatus Boulenger, 1896

## Етимологія
Наукова назва роду Pygomeles походить від сполучення слів дав.-гр. πυγη — зад і μελος — частина тіла, кінцівка.